# Emma Roth
Emma Roth (* 2005 in Hamburg) ist eine deutsche Filmschauspielerin und Kinderdarstellerin.

## Leben
Roth spielte Schultheater, bevor sie in der Kinder- und Jugendserie Die Pfefferkörner des ARD-Senders Das Erste ihre erste Fernseherfahrung machte.
Sie spielte die elfjährige Deutsch-Nigerianerin Lisha Schulze in der 9. Detektivgruppe. Die Ausstrahlung erfolgte ab dem 12. November 2017. In dem zuvor laufenden Kinofilm Die Pfefferkörner und der Fluch des Schwarzen Königs aus dem Jahr 2017 spielte sie als einzige der fünf Pfefferkörner nicht mit. Roth lebt in Hamburg.

## Filmografie (Auswahl)
- 2017–2018: Die Pfefferkörner – 14. Staffel (Fernsehserie, 12 Folgen)